# Gesims
En gesims er et vandretliggende, fremstående bånd, der danner en overgang mellem to facadedele eller mellem tag og facade.
Begrebet bruges også indvendigt om stuk ved overgangen mellem væg og loft samt på ældre profilerede skorstene.
| Byggeri og bygningsdele | Spire Denne artikel om byggeri og bygningsdele er en spire som bør udbygges. Du er velkommen til at hjælpe Wikipedia ved at udvide den. |